# Arcidiocesi di Palermo

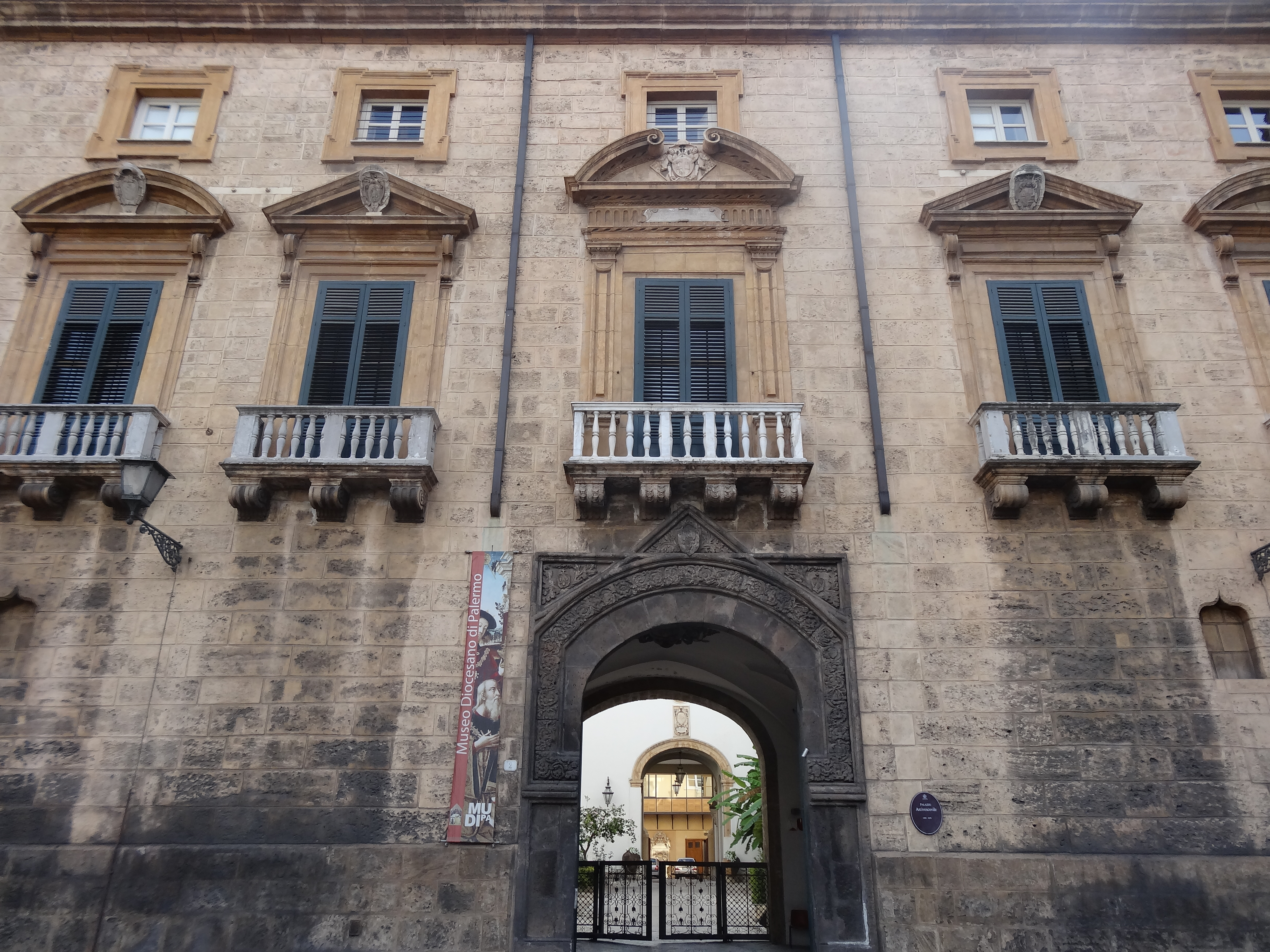
Palazzo arcivescovile (Palermo)

L'arcidiocesi di Palermo (in latino Archidioecesis Panormitana) è una sede metropolitana della Chiesa cattolica in Italia appartenente alla regione ecclesiastica Sicilia. Nel 2023 contava 875.800 battezzati su 919.000 abitanti. È retta dall'arcivescovo Corrado Lorefice.

## Santi

### Patroni
Patrona primaria dell'arcidiocesi è l'Immacolata Concezione.
Patrono secondario dell'arcidiocesi è San Mamiliano, vescovo di Palermo dal 455 al 460.

### Santi, beati, venerabili e servi di Dio dell'arcidiocesi
- San Sergio I.
- Sant'Agatone.
- Santa Rosalia da Palermo (cittadina e patrona principale della città).
- Santa Ninfa da Palermo.
- Sant'Oliva da Palermo.
- Sant'Agata da Palermo.
- San Cosma da Palermo.
- San Nicasio Burgio da Caccamo.
- San Toctista da Caccamo.
- San Mamiliano vescovo.
- Sant'Elia da Palermo.
- San Filarete da Palermo.
- San Vitale da Castronovo.
- San Giovanni Terista da Palermo.
- Santa Marina da Termini Imerese.
- Sant'Eustozio da Palermo.
- San Proculo da Palermo.
- San Golbudeo da Palermo.
- Sant' Alessandro di Sicilia (Palermitano), martire.
- Maria di Gesù, Carolina Santocanale.
- Beati 20 Mercedari di Palermo Confessori e vittime della Carità.
- Beato Agostino Novello da Termini Imerese.
- Beato Giovanni Liccio da Caccamo.
- Beato Giuliano Mayali, monaco benedettino.
- Beato Giacomo Cusmano da Palermo.
- Beato Atanasio Chiaramonte, abate basiliano e patriarca di Alessandria.
- Beato Pietro Geremia da Palermo.
- Beato Giovanni Butta (o Bucca), francescano
- Beato Lorenzo da Palermo, francescano.
- Beato Benigno Romano.
- Beato Vincenzo Salanitro da Ciminna (Pa).
- Beata Elisabetta Amodei, terziaria francescana dei Baroni di Vallelunga.
- Beato Giuseppe Benedetto Dusmet da Palermo, cardinale arcivescovo.
- Beato Giuseppe (Pino) Puglisi da Palermo, sacerdote e martire.
- Venerabile Maddalena Battaglia da Termini Imerese.
- Venerabile Suor Febbronia Ferdinanda Anzalone di Gesù da Caccamo.
- Venerabile Maria Chiara Magro da Palermo.
- Venerabile Pietro Di Vitale da Castronovo di Sicilia.
- Venerabile Suor Vincenza Cusmano da Palermo.
- Venerabile Madre Maria Antonia Lalia del Sacro Cuore di Gesù.
- Venerabile Suor Carmela di Gesù, Francesca Paolo Prestigiacomo.
- Venerabile Maria Carmelina Leone da Palermo.
- Venerabile Maria Chiara Magro da Palermo.
- Venerabile Giovanni Battista Arista da Palermo.
- Venerabile Francesco Paolo Gravina da Palermo.
- Venerabile Giovanni da Palermo sacerdote francescano.
- Servo di Dio sacerdote Don Vittorio Salmeri.
- Servo di Dio sacerdote Giovanni Battista Sidoti, martire.
- Servo di Dio don Nunzio Russo da Palermo.
- Servo di Dio fra Giuseppe Maria da Palermo.
- Serva di Dio suor Maria Dolores Di Majo da Palermo.
- Servo di Dio padre Giovanni Messina da Palermo.

## Territorio
L'arcidiocesi comprende 28 comuni della città metropolitana di Palermo: Palermo (escluse le parrocchie di Sant'Antonio di Padova, San Gioacchino, Maria Santissima Addolorata e Santa Maria La Reale che fanno parte dell'arcidiocesi di Monreale, e la parrocchia di San Nicolò dei Greci alla Martorana che fa parte dell'Eparchia di Piana degli Albanesi), Altavilla Milicia, Bagheria, Baucina, Belmonte Mezzagno, Bolognetta, Caccamo, Campofelice di Fitalia, Casteldaccia, Castronovo di Sicilia, Cefalà Diana, Cerda, Ciminna, Ficarazzi, Godrano, Lercara Friddi, Marineo, Misilmeri, Roccapalumba, Santa Flavia, Sciara, Termini Imerese, Trabia, Ustica, Ventimiglia di Sicilia, Vicari, Villabate, Villafrati e la parrocchia di San Martino delle Scale di Monreale.
Sede arcivescovile è la città di Palermo, dove si trova la cattedrale dell'Assunzione di Maria Vergine.
Il territorio è suddiviso in 178 parrocchie.

### Provincia ecclesiastica
La provincia ecclesiastica di Palermo comprende le seguenti suffraganee:
- arcidiocesi di Monreale;
- diocesi di Cefalù;
- diocesi di Mazara del Vallo;
- diocesi di Trapani.

## Storia
La diocesi è stata eretta nel I secolo. Secondo la tradizione il primo vescovo fu inviato da san Pietro. La prima menzione storica della sede di Palermo fa riferimento ad una lettera di papa Leone I, datata 442/443, scritta al vescovo Pascasino di Lilibeo, che fu portata in Sicilia da un «Silanus diaconus Panormitanae ecclesiae», cioè da "Silano diacono della Chiesa di Palermo".
Durante l'occupazione araba, non vi furono vescovi di Palermo; a metà dell'XI secolo Palermo fu elevata al rango di sede metropolitana. Nel 1049 il papa elesse arcivescovo Umberto di Silva Candida, cui i Normanni non concessero di sbarcare in Sicilia. La successione episcopale riprenderà solo nel 1065 con l'arcivescovo Nicodemo.
Nel 1176 l'arcidiocesi cedette il territorio di Corleone all'arcidiocesi di Monreale.
Il 7 luglio 1775 papa Pio VI su richiesta di Ferdinando III di Sicilia, in forza del breve Apostolici suscepti, unì aeque principaliter l'arcidiocesi di Palermo a quella di Monreale.
L'unione ebbe termine il 2 marzo 1802 quando papa Pio VII con la bolla Imbecillitas humanae mentis ripristinò Monreale come sede metropolitana indipendente.
Il 20 maggio 1844 per effetto della bolla In suprema di papa Gregorio XVI l'arcidiocesi si estese a Cerda e a Castronovo di Sicilia, in passato sotto la giurisdizione rispettivamente delle diocesi di Cefalù e Agrigento.
Dopo la frattura tra Chiesa e Stato con la presa di Porta Pia del 20 settembre 1870, la Santa Sede rifiutò di concordare le nomine dei vescovi e tra il 1871 e il 1872 procedette a nomine unilaterali per le diocesi siciliane, scegliendo per Palermo il vescovo di Patti Michelangelo Celesia. Fino al 1879 non ricevette l'exequatur e pertanto aveva ricevuto l'ingiunzione di lasciare il palazzo arcivescovile. Un'eventuale resistenza avrebbe potuto comportare non solo l'uso della forza, ma anche l'allontanamento coatto dalla diocesi e l'affidamento della diocesi a un vicario capitolare.
Dal 4 all'8 settembre 1924 Palermo ospitò l'ottavo Congresso eucaristico nazionale italiano, a cui intervenne come legato pontificio il cardinale Gennaro Granito Pignatelli di Belmonte.
Il 26 ottobre 1937 le parrocchie di rito bizantino sono state cedute a vantaggio dell'erezione dell'eparchia di Piana degli Albanesi.
L'8 luglio 1960 furono cedute all'eparchia di Piana degli Albanesi anche le parrocchie di rito romano dei comuni di Mezzojuso, Contessa Entellina e Palazzo Adriano.
Dal 2005, l'arcidiocesi di Palermo è "gemellata" con la diocesi di Rottenburg-Stoccarda.

## Cronotassi dei vescovi
Si omettono i periodi di sede vacante non superiori ai 2 anni o non storicamente accertati.
- Teodoro I ? † (125)[6]
- Anonimo ? † (297)[7]
- Anonimo ? † (310)[7]
- Anonimo † (prima di ottobre 447)[8]
- Anonimo (Teobaldo I ?) † (menzionato nell'ottobre 447)[8]
- Graziano I ? † (451)[9]
- San Mamiliano ? † (seconda metà del V secolo)[10]
- Giustino (o Giustiniano) ? † (480)[11]
- Graziano II ? † (503)[12]
- Anonimo ? † (546)[13]
- Anonimo ? † (555)[14]
- Agatone † (menzionato nel 586/587)[15]
- Vittore † (prima di giugno 591 - prima di novembre 602 deceduto)[16]
- Giovanni † (menzionato nel 603)[17]
- Felice † (menzionato nel 649)[18]
- Anonimo ? † (680)[13]
- Teodoro II † (prima dell'VIII secolo)[19]
- Teodoro III † (menzionato nel 787)[20]
- Anonimo † (menzionato nell'800 circa)[21]
- Teodoro IV ? † (819)[13]
- Anonimo † (menzionato nell'819 circa)[21]
- Luca † (menzionato nell'829)[22]
- Nicodemo † (1065 - 1073 deceduto)
- Algherio (o Alcherio) † (1083 - 1110 deceduto)
- Gualtiero I † (1111 - 1122 deceduto)
- Pietro † (1123 - 1132 deceduto)
- Ruggero Fesca (Fieschi?) † (1141 - 1147 deceduto)
- Ugo (o Ugone) Primo † (1150 - 1161 deceduto)
  - Sede vacante (1161-1166)
  - Romualdo Guarna † (vescovo eletto)[23]
- Stefan de la Perche † (1167 - 1168 dimesso)
- Gualtiero † (febbraio 1169 - settembre 1190 deceduto)
- Bartolomeo † (aprile 1192 - 1199 ritirato)
  - Gualtiero di Palearia (Pagliara) † (marzo 1200 - maggio 1200) (vescovo eletto)[24]
- Pietro II † (1201 - 1204)
- Parisio † (1210 - dicembre 1212 deposto[25])
- Berardo de Castanea[26] † (11 settembre 1213[27] - 8 settembre 1252 deceduto[27])
- Anonimo † (1253)
  - Sede vacante (1254-1257)
- Guglielmo † (1257 - 1260)
- Leonardo de Comitibus (Comiti) † (1261 - 1268 o 1270 deceduto)
- Giovanni Misnelio (Du Mesnil) † (2 giugno 1273 - 1294)
- Pietro Santafede † (circa 1278 - 1284 deceduto)
- Teodorico Raineri † (1286 - 1294 deceduto)
- Tizio Rogereschi del Colle † (1295 - 1304 deceduto)
- Bartolomeo di Antiochia † (31 gennaio 1306 - 1311 deceduto)
- Francesco di Antiochia † (9 maggio 1312 - 1320 deceduto)
- Giovanni Orsini † (10 ottobre 1320 - circa 1333 deceduto)
  - Matteo Orsini, O.P. † (1334 - 1336 dimesso) (amministratore apostolico)
  - Parisio II † (1336 - 1337 deceduto)
- Teobaldo II di Palermo † (24 aprile 1336 - circa 1350 deceduto)
- Ruggero de Pulcheriis (Pulcheri), O.Min. † (17 novembre 1351 - ? deceduto o dimesso)
- Arnaldo Migliore, O.Min. † (11 marzo 1361 - 1362 deceduto)
- Ottaviano de Labro † (8 novembre 1362 - 1363 deceduto)
- Melchiorre Bevilacqua † (20 dicembre 1363 - 1364 deceduto)
- Martino d'Arezzo † (15 gennaio 1365 - 1366 deceduto)
- Matteo de Cunis (o Delle Porta), O.Min. † (13 novembre 1366 - 1377 deceduto)
- Nicolò Montaperto (o Cosucchi), O.Min. † (18 febbraio 1377 - 1382 deceduto)
- Ludovico Bonito † (1383 - 1392 esiliato)[28]
- Alberto Villamarino † (1392)
- Raimondo Santapace (Santapau) † (1393)
- Gilforte Riccobono † (23 ottobre 1395 - 1398 deceduto)
- Giovanni da Procida † (1400 - 1410)
  - Rinaldo Brancaccio † (4 agosto 1410 - 1414 dimesso) (antivescovo)
- Giovanni Termini † (1411 - 1413 deceduto)
- Ubertino de Marinis (Marino) † (20 giugno 1414 - 1434 deceduto)
- Nicolò de' Tudeschi (De Tudischis), O.S.B. † (9 marzo 1435 - 24 febbraio 1445 deceduto)
  - Mario Orsini † (4 giugno 1445 - 30 luglio 1445 nominato arcivescovo di Taranto) (vescovo eletto)
- Simone Beccadelli di Bologna † (30 maggio 1446 - 8 gennaio 1465 deceduto)
- Nicolò Puxades (o Pujades o Bajada) † (23 agosto 1465 - 1467 deceduto)
- Giovanni Burgio † (16 novembre 1467 - 16 gennaio 1469 deceduto)
- Paolo Visconti, O.Carm. † (6 settembre 1469 - 1473 deceduto)
- Filippo di Navarra † (31 gennaio 1477 - 1485 dimesso)
  - Pietro di Foix (il Giovane), O.F.M. † (14 maggio 1485 - 6 luglio 1489 dimesso) (amministratore apostolico)
- Giovanni Paternò, O.S.B. † (6 luglio 1489 - 24 gennaio 1511 deceduto)
  - Francisco de Remolins † (23 gennaio 1512 - 5 febbraio 1518 deceduto) (amministratore apostolico)
- Tommaso De Vio, O.P. † (8 febbraio 1518 - 19 dicembre 1519 dimesso)
- Giovanni Carandolet † (19 dicembre 1519 - 26 marzo 1544 deceduto)
- Pietro Tagliavia d'Aragona † (10 ottobre 1544 - 5 agosto 1558 deceduto)
- Francisco Orozco de Arce † (15 marzo 1559 - 11 ottobre 1561 deceduto)
- Ottaviano Preconio, O.F.M.Conv. † (18 marzo 1562 - 18 agosto 1568 deceduto)
  - Juan Segría † (16 settembre 1569 - 1569 deceduto) (vescovo eletto)
- Giacomo Lomellino Del Campo † (10 gennaio 1571 - 9 agosto 1575 deceduto)
- Cesare Marullo † (11 settembre 1577 - 12 novembre 1588 deceduto)
- Diego Haëdo † (14 agosto 1589 - 5 luglio 1608 deceduto)
- Giovanni (Giannettino) Doria † (5 luglio 1608 succeduto - 19 novembre 1642 deceduto)
- Fernando de Castro y Andrade † (28 novembre 1644 - 6 luglio 1648 nominato arcivescovo (titolo personale) di Jaén)
- Martín de León Cárdenas, O.E.S.A. † (27 agosto 1650 - 15 novembre 1655 deceduto)
- Pietro Martínez y Rubio † (15 gennaio 1657 - 22 novembre 1667 deceduto)
- Juan Lozano, O.E.S.A. † (4 febbraio 1669 - 26 aprile 1677 nominato arcivescovo (titolo personale) di Plasencia)
- Jaime de Palafox y Cardona † (8 novembre 1677 - 13 novembre 1684 nominato arcivescovo di Siviglia)
- Ferdinando Bazan y Manriquez † (1º aprile 1686 - 11 agosto 1702 deceduto)
- José Gasch, O.M. † (26 novembre 1703 - 11 giugno 1729 deceduto)
  - Giovanni Maurizio Gustavo † (1730 - 1731) (vescovo eletto)
- Matteo Basile, O.F.M. † (3 settembre 1731 - 24 gennaio 1736 deceduto)
- Domenico Rosso, O.S.B.Coel. † (8 luglio 1737 - 6 luglio 1747 deceduto)
- José Alfonso Meléndez, O.F.M.Disc. † (19 febbraio 1748 - 31 ottobre 1753 deceduto)
- Marcello Papiniano Cusani † (11 febbraio 1754 - 16 luglio 1762 dimesso)
- Serafino Filangieri, O.S.B. † (23 agosto 1762 - 29 gennaio 1776 nominato arcivescovo di Napoli)
- Francesco Ferdinando Sanseverino, C.P.O. † (15 aprile 1776 - 31 marzo 1793 deceduto)
- Filippo Lopez y Royo, C.R. † (17 giugno 1793 - 4 settembre 1801 dimesso)
- Domenico Pignatelli di Belmonte, C.R. † (29 marzo 1802 - 5 febbraio 1803 deceduto)
- Raffaele Mormile, C.R. † (28 marzo 1803 - 31 dicembre 1813 deceduto)
- Pietro Gravina † (23 settembre 1816 - 6 dicembre 1830 deceduto)
- Gaetano Trigona e Parisi † (15 aprile 1833 - 5 luglio 1837 deceduto)
- Ferdinando Maria Pignatelli † (21 febbraio 1839 - 10 maggio 1853 deceduto)
- Giovanni Battista Naselli, C.O. † (27 giugno 1853 - 3 maggio 1870 deceduto)
- Michelangelo Celesia, O.S.B. † (27 ottobre 1871 - 14 aprile 1904 deceduto)
- Alessandro Lualdi † (14 novembre 1904 - 12 novembre 1927 deceduto)
- Luigi Lavitrano † (29 settembre 1928 - dicembre 1944 dimesso)
- Ernesto Ruffini † (11 ottobre 1945 - 11 giugno 1967 deceduto)
- Francesco Carpino † (26 giugno 1967 - 17 ottobre 1970 dimesso)
- Salvatore Pappalardo † (17 ottobre 1970 - 4 aprile 1996 ritirato)
- Salvatore De Giorgi (4 aprile 1996 - 19 dicembre 2006 ritirato)
- Paolo Romeo (19 dicembre 2006 - 27 ottobre 2015 ritirato)
- Corrado Lorefice, dal 27 ottobre 2015

## Statistiche
L'arcidiocesi nel 2023 su una popolazione di 919.000 persone contava 875.800 battezzati, corrispondenti al 95,3% del totale.
| anno | popolazione | popolazione | popolazione | presbiteri | presbiteri | presbiteri | presbiteri                | diaconi | religiosi | religiosi | parrocchie |
| anno | battezzati  | totale      | %           | numero     | secolari   | regolari   | battezzati per presbitero | diaconi | uomini    | donne     | parrocchie |
| ---- | ----------- | ----------- | ----------- | ---------- | ---------- | ---------- | ------------------------- | ------- | --------- | --------- | ---------- |
| 1949 | 700.000     | 800.000     | 87,5        | 588        | 314        | 274        | 1.190                     |         | 524       | 549       | 98         |
| 1969 | 828.110     | 831.312     | 99,6        | 611        | 261        | 350        | 1.355                     |         | 634       | 2.064     | 133        |
| 1980 | 840.000     | 874.560     | 96,0        | 610        | 239        | 371        | 1.377                     |         | 493       | 1.865     | 158        |
| 1990 | 933.000     | 953.000     | 97,9        | 527        | 247        | 280        | 1.770                     | 4       | 396       | 2.025     | 178        |
| 1999 | 960.000     | 990.000     | 97,0        | 570        | 220        | 350        | 1.684                     | 24      | 451       | 1.420     | 178        |
| 2000 | 930.000     | 960.000     | 96,9        | 571        | 221        | 350        | 1.628                     | 24      | 451       | 1.420     | 178        |
| 2001 | 930.000     | 960.000     | 96,9        | 568        | 218        | 350        | 1.637                     | 24      | 451       | 1.420     | 178        |
| 2002 | 930.000     | 960.000     | 96,9        | 571        | 221        | 350        | 1.628                     | 22      | 420       | 1.330     | 178        |
| 2003 | 930.000     | 960.000     | 96,9        | 571        | 221        | 350        | 1.628                     | 22      | 435       | 1.330     | 178        |
| 2004 | 930.000     | 960.000     | 96,9        | 568        | 218        | 350        | 1.637                     | 26      | 440       | 1.330     | 178        |
| 2010 | 895.700     | 905.700     | 98,8        | 503        | 231        | 272        | 1.780                     | 36      | 353       | 939       | 178        |
| 2013 | 905.700     | 912.800     | 99,2        | 478        | 233        | 245        | 1.894                     | 41      | 304       | 940       | 178        |
| 2016 | 890.000     | 933.501     | 95,3        | 480        | 230        | 250        | 1.854                     | 41      | 307       | 940       | 174        |
| 2019 | 892.900     | 936.600     | 95,3        | 485        | 235        | 250        | 1.841                     | 41      | 307       | 940       | 178        |
| 2021 | 882.290     | 925.470     | 95,3        | 487        | 237        | 250        | 1.811                     | 41      | 307       | 940       | 178        |
| 2023 | 875.800     | 919.000     | 95,3        | 490        | 240        | 250        | 1.787                     | 41      | 307       | 940       | 178        |